# Jacob van Gerines

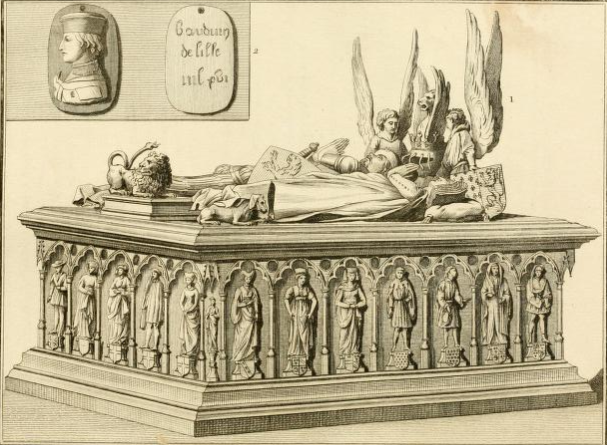
Het verdwenen graf van Lodewijk van Male, Margaretha van Brabant en Margaretha van Male in de Sint-Pieterscollegiale van Rijsel.

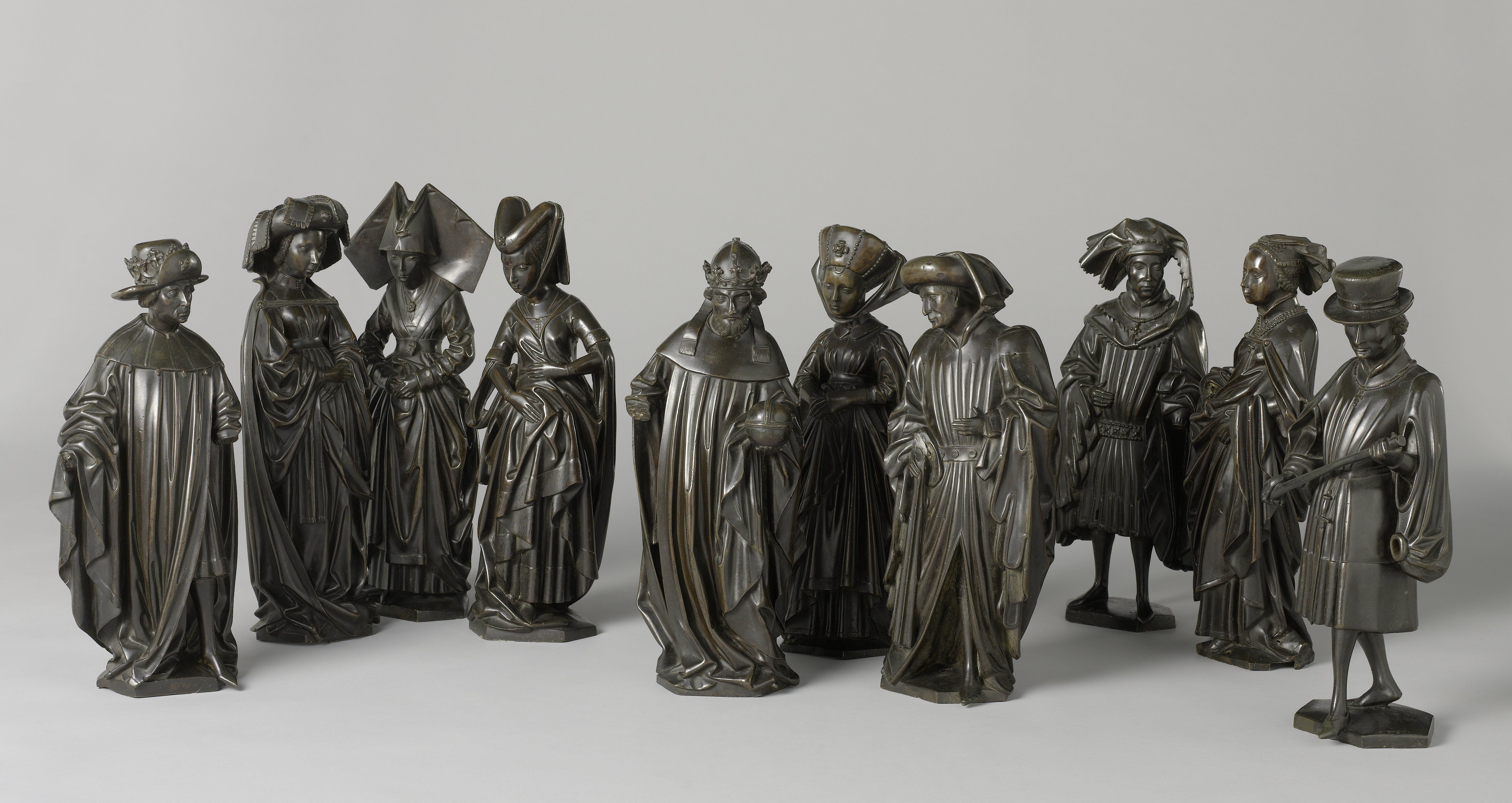
Tien vourouderbeeldjes van het praalgraf van Isabella van Bourbon. De toeschrijving aan Jacob van Gerines was niet correct, maar ze geven een goed idee van hoe zijn werk eruitzag.

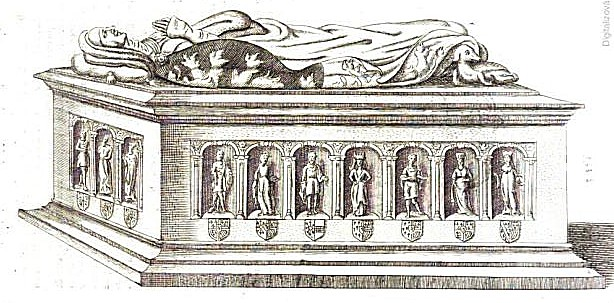
Het graf van Johanna van Brabant in 1641 (Gerines werkte hiervoor samen met beeldhouwer Jean de le Mer en schilder Rogier van der Weyden).

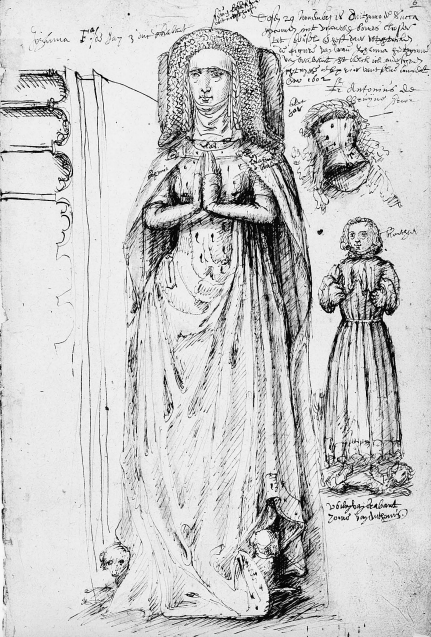
De gisant van Johanna, afgebeeld door Anthonio de Succa in 1602.

Jacob van Gerines (Brussel?, ca. 1375 - aldaar, tussen 1 oktober 1463 en 30 september 1464) was een Brusselse koperslager en bronsgieter. In opdracht van hertog Filips de Goede maakte hij twee beroemde maar verdwenen praalgraven: dat van de Vlaamse graaf Lodewijk van Male en dat van de Brabantse hertogin Johanna.

## Levensloop
Jacobs vader was naar alle waarschijnlijkheid de Jan van Gerinis die vermeld is als copersleghere in het register van de Brusselse Sint-Jacobsbroederschap (begonnen 1357). De familienaam wijst op een afkomst uit Gerin (in de buurt van Dinant met zijn traditie van dinanderie). Even verderop verscheen Jacob zelf in de lijst, ook met de kwalificatie 'koperslager' (1405). Hij had een zoon Jacob (priester in 1432 maar ook 'geheten koperslager') en een dochter Katrien (overleden in 1485). Hun huis lag tegenover de Oedenvare (nu Rollebeekstraat bij de Zavel).
Van Gerines vervulde diverse mandaten in de stad: raadslid van de stadsmagistraat (1428), rentmeester (1435) en matricularius van de Kapellekerk (1451). Hij was ook gezworen landmeter van het Zoniënwoud (1443) en later van Brabant (1457). In 1450 mat hij het hoogteverschil van Anderlecht tot het Koudenbergpaleis om na te gaan of er een waterleiding kon worden aangelegd. Hij ging hierover in Brugge verslag uitbrengen bij Filips de Goede.
Hij was toen waarschijnlijk al ver in de zeventig en stierf nog dertien jaar later in 1463-64.

## Werk
Van de bronzen beelden van Jacob van Gerines is niets bewaard, behalve schetsen.
Het grafmonument van Lodewijk van Male († 1384) is pas zeventig jaar na zijn dood gemaakt, dankzij zijn kleinzoon Filips de Goede. Overeenkomstig de wens van de overledene kwam het in de Sint-Pieterscollegiale van Rijsel. Ook zijn vrouw Margaretha († 1380) en hun dochter Margaretha († 1405) kregen er een plaats. Filips liet het graf in Brussel maken (1454-55): beeldhouwer Jean de le Mer sneed de houten modellen en Jacob van Gerines goot ze in brons. Stadsschilder Rogier van der Weyden zorgde voor de polychromie. Van Gerines verscheen als (enige) kunstenaar op de inscriptie die het monument droeg. Lodewijk lag in het midden tussen de twee vrouwen, die elk een hond aan hun voeteinde hadden. Aan het hoofdeinde zaten twee Engels met uitgestrekte vleugels. Rondom de sarcofaag waren twintig nissen aangebracht met voorouders van Filips de Goede, allemaal prachtig uitgedost.
Enkele jaren later liet Filips een gelijkaardig grafmonument maken voor zijn tante, Johanna van Brabant. Hij deed hiervoor een beroep op hetzelfde trio kunstenaars. Het werk in de karmelietenkerk van Brussel was gereed in 1458, maar werd 120 jaar later beschadigd onder de Brusselse republiek (door de plaatselijke calvinisten). Na wat oplapwerk was het terug presentabel, om dan definitief teloor te gaan in de bombardementen van 1695.

## Naamvarianten
Archivalische documenten vermelden hem als Jacob van Jerenis, Jacob de Jerenis, Jacoppe van Gerenis, Jacoppe van Gerynes, Jacques de Gerines dit Coperslegere. In de Franse literatuur sprak men eerst over Jacques de Germes en later de Gérines, tegenwoordig gecorrigeerd tot Gerines.

## Voetnoten
1. ↑  Ceste tombe a fait le t[rè]s excellent et t[rè]s puissant prince Philippe [...] en sa ville de Bruxelles par Jacques de Gernes, bourgeois d'icelle et fù parfaite en l'an M CCCC LV